# 3D Realms
3D Realms (официальное название Apogee Software, Ltd.) — американский издатель и разработчик компьютерных игр. Основан в 1987 году, в городе Гарленд, штат Техас, США; ныне располагается в Ольборге, Дания. Более всего известен популяризацией модели распространения программного обеспечения shareware в 1980-х и 1990-х годах, а также за разработку игровых франшиз, например, серии Duke Nukem. Компания основана в 1987 году Скоттом Миллером во время подготовки к изданию Kingdom of Kroz и называлась тогда Apogee Software Productions. Apogee Software зарегистрировала торговый знак 3D Realms в 1996 году. Права на прежнее название и логотип были проданы Терри Нейджи (англ. Terry Nagy) в 2008 году, который использовал их при создании новой компании Apogee Software, LLC.
После длительной задержки выпуска двух игр 3D Realms была вынуждена уволить значительную часть персонала и пройти полную реструктуризацию. После этого компания принимает участие только в небольших проектах, исполняя обязанности продюсера или издателя. В марте 2014 года компания была приобретена SDN Invest — партнёром 3D Realms и холдинговой компанией из Дании, владеющей долей в Interceptor Entertainment (ныне Slipgate Ironworks).

## Историческая справка

### Предпосылки
В начале 1980-х годов Скотт Миллер часто проводил время в компьютерном классе средней школы, занимаясь программированием текстовых приключенческих игр на установленных в школе компьютерах Apple II, где и познакомился с Джорджем Бруссардом. Окончив школу, они оба устроились на работу в местный зал игровых автоматов The Twilight Zone, что позволило Миллеру поступить в колледж, одновременно всё увеличивая свою заинтересованность компьютерными играми. Миллер бросил учёбу в Университете Далласа после второго курса, чтобы полностью сосредоточиться на компьютерных играх, не только участвуя в разных соревнованиях, но и занимаясь программированием своих собственных игр. В то время он сильно заинтересовался языком программирования Turbo Pascal и простотой его реализации на IBM PC. Постепенно Миллер пришёл к пониманию, что его познания в области компьютерных игр могут приносить ему больше денег, чем он зарабатывал в The Twilight Zone. Для этого он, взяв в соавторы Бруссарда, написал книгу в стиле инструкции на тему «как побеждать в компьютерных играх». Книга осталась невостребованной из-за перенасыщенности рынка, однако позволила Миллеру стать критиком компьютерных игр в The Dallas Morning News и менее влиятельных изданиях, ориентированных на игры. После четырёх лет работы в газете он решил, что в состоянии создать игру, которая будет лучше всех тех, на которые от писал рецензии, и уволился. Миллер приобрёл модем со скоростью соединения 16,5к, который он установил в доме родителей в Гарленде, штат Техас, и начал свою деятельность независимого разработчика компьютерных игр с полной занятостью.

### Модель Apogee (1987—1996)
Большинство игр, созданных в ту пору Скоттом Миллером, отображали грубую ASCII-графику с расширенным набором символов (Extended ASCII). Игры такого формата казались ему популярными, однако они не снискали никакого успеха у издателей, поскольку у Миллера не было высшего образования или какого-то опыта в разработке игр. Столкнувшись с этим, он думал о том, нужно ли самостоятельно изготовлять копии своих игр или же распространять их бесплатно через BBS, чтобы пользователи этих систем могли совершать в его пользу добровольные пожертвования, то есть распространять игры по модели, известной как shareware. Первый вариант показался Миллеру слишком дорогостоящим, поэтому он предпочёл второй, несмотря на настоятельные просьбы друзей и коллег этого не делать. Миллер в 1986 и 1987 годах выпустил по модели shareware игры Beyond the Titanic и Supernova соответственно, однако объём поступивших пожертвований оказался небольшим и составил за год примерно $10 000 с обеих игр.
В следующей игре Миллера, Kingdom of Kroz, было 60 уровней — больше, чем он хотел бы распространять бесплатно. В итоге он пришёл к модели распространения, называемой «моделью Apogee». Её суть состоит в том, что бесплатно через BBS распространяется первоначальный установочный комплект игры, содержащий только часть игры. После его прохождения игроку демонстрируется почтовый адрес Миллера и предлагается связаться с ним для обсуждения условий покупки оставшейся части игры . В игре Kingdom of Kroz эта модель была реализована посредством деления игры на три части, названные эпизодами: на BBS распространялся только первый из них, а два оставшихся предоставлялись исключительно платно. Вышедшая 26 ноября 1987 года игра Kingdom of Kroz стала первой, разработчиком которой была указана Apogee Software Productions — компания Миллера, состоящая из одного человека. Игра стала успешной, и Миллер получил чеков в общей сложности примерно на $80 тыс. — $100 тыс., причём каждый день ему поступало от $100 до $500.
Первоначально каждый эпизод игры продавался отдельно, а при приобретении всех сразу покупатель мог рассчитывать на скидку. Позже возможность приобретать эпизоды «в розницу» была убрана. Потребитель мог попробовать первый эпизод бесплатно и приобрести все остальные, если игра понравилась. Концепция продажи игр по эпизодам имеет некоторое сходство с «моделью эпизодов», используемой некоторыми современными разработчиками (по такой модели издавались Grand Theft Auto: Episodes from Liberty City, Alan Wake и другие известные игры).
Коммерческий успех Apogee и несомненные преимущества модели дистрибуции Apogee сподвигнули и других ведущих разработчиков таких как Capstone Software, Parallax Software, id Software, Activision и Epic Megagames воспользоваться аналогичной формой shareware-модели, а также способствовали развитию и росту Software Creations BBS, которая стала крупнейшей BBS в Северной Америке. Позже Apogee стала применять и традиционную модель продаж как, например, GT Interactive; но тем не менее продолжала дистрибуцию своих ранних продуктов по концепции shareware.

### 3D Realms (1996—2009)
По замыслу основателей для каждого нового жанра игр, издаваемых Apogee, следовало создавать отдельный торговый знак. Согласно этому принципу были созданы торговые марки 3D Realms (в июле 1994 года) и ныне неиспользуемая Pinball Wizards. Целью этого подхода, в отличие от традиционной издательской деятельности под единой маркой, было создание для каждого игрового жанра своей торговой марки, что позволило бы добиваться новым играм лучших результатов благодаря репутации соответствующей торговой марки. Также это позволило Apogee нацеливаться на разные рынки.
Однако к концу 1990-х годов некоторые игровые жанры, например платформеры и скролл-шутеры (к которым относилась значительная часть ранних игр Apogee), постепенно стали уходить с рынка, что делало эту концепцию бесполезной. Также, ввиду усложнения процесса разработки игр и увеличения времени на разработку новой игры, издатели игр более не стремились выпускать игры с максимальной частотой.
Торговая марка 3D Realms была создана в 1994 году для издания трёхмерной игры Terminal Velocity. Также эта марка использовалась для вывода на рынок последующих частей серии игр Duke Nukem и продюсирования игры Max Payne. Торговая марка Pinball Wizards была создана для симуляторов пинболла и использовалась лишь однажды в 1997 году для игры Balls of Steel. Стоит отметить, что ранние трёхмерные игры наподобие Rise of the Triad издавались под маркой Apogee.
Последней игрой, изданной под маркой Apogee, стала игра 1996 года Stargunner. Начиная с 1998 года все игры компании так или иначе использовали трёхмерные технологии, даже если сам по себе игровой процесс был двухмерным (например, Duke Nukem: Manhattan Project). В результате этого бренд 3D Realms вытеснил бренд Apogee, и последующие игры стали издаваться под брендом 3D Realms. К концу 1990-х годов в компании заключили, что бренд Apogee в первую очередь ассоциируется у потребителей со старыми и устаревшими играми, поэтому и было принято решение в дальнейшем издавать игры под брендом 3D Realms.
С 2008 года бренд Apogee используется компанией Apogee Software LLC — отдельной компанией, которая ответственна за дистрибуцию, римейки и иные разработки, связанные со старыми играми Apogee.

### Реструктуризация и правовые споры (2009—2014)
Игра Prey, выпущенная 11 июля 2006 года, стала последней изданной 3D Realms игрой, производственный ад которой длился 11 лет. Изначально разработка шла внутри 3D Realms, однако после нескольких лет задержек разработка была передана стороннему разработчику Human Head Studios.
Другим основным проектом, над которой работала 3D Realms, была игра Duke Nukem Forever — сиквел Duke Nukem 3D. Игра была анонсирована в 1997 году, однако разработка была остановлена 6 мая 2009 года, когда компания распустила коллектив разработчиков. Дата релиза была изменена на «когда будет готово». За время разработки игры сторонними разработчиками был выпущен ряд спин-оффов по серии Duke Nukem.
6 мая 2009 ввиду недостатка финансирования руководство компании пошло на значительное сокращение персонала, а незатронутые сокращением работники получили уведомление о том, что компания прекращает деятельность. Сайт компании в тот день прекратил работу, однако работа была впоследствии восстановлена. На тот момент не было официального заявления 3D Realm на счёт закрытия, равно как не было информации на форуме компании. Сообщение было помещено на официальный сайт. Оно содержало групповую фотографию ещё оставшихся сотрудников компании, а также подпись «Прощайте. Спасибо, что были нашими фанатами и поддерживали нас».
14 мая 2009 года стало известно, что издатель Take-Two Interactive, обладатель прав на издание Duke Nukem Forever, подал иск в суд на Apogee Software Ltd (3D Realms) из-за нарушения договора в части срыва оговорённых сроков разработки игры. Take-Two в своём заявлении просила об обеспечительных мерах в виде ареста на активы, относящихся к Duke Nukem Forever, чтобы обезопасить их на время судебного процесса от возможных действий 3D Realms.
18 мая 2009 ключевые управляющие 3D Realms распространили первый полный официальный «пресс-релиз», в котором описали своё видение ситуации с разработкой.

3D Realms не закрывается и не закрыта. […] Ввиду недостатка финансирования с сожалением вынуждены подтвердить информацию о том, что 6 мая мы распустили группу разработчиков Duke Nukem Forever […] Поскольку [3D Realms] теперь очень небольшая компания, мы будем продолжать существовать как компания-соавтор и будем продолжать лицензировать игры на основе франшизе Duke Nukem. […] Предложение Take-Two оказалось неприемлемым [для 3D Realms] по многим причинам, включая отсутствие предоплаты, отсутствие гарантии минимального платежа, а также отсутствие гарантии на завершение разработки [Duke Nukem Forever]. […] Мы поняли, что Take-Two пытается завладеть франшизой Duke Nukem по существенно заниженной стоимости. […] Мы считаем, что процесс, инициированный Take-Two, нацелен только на силовой захват прав собственности на франшизу Duke Nukem. Мы будем упорно защищаться против этого издателя.
Оригинальный текст (англ.)3D Realms has not closed and is not closing. [...] Due to lack of funding, however, we are saddened to confirm that we let the Duke Nukem Forever development team go on May 6 [...] While [3D Realms] is a much smaller studio now, we will continue to operate as a company and continue to licence and co-create games based upon the Duke Nukem franchise. [...] Take-Two's proposal was unacceptable to [3D Realms] for many reasons, including no upfront money, no guarantee minimum payment, and no guarantee to complete the [Duke Nukem Forever]. [...] We viewed Take-Two as trying to acquire the Duke Nukem franchise in a "fire sale." [...] We believe Take-Two's lawsuit is without merit and merely a bully tactic to obtain ownership of the Duke Nukem franchise. We will vigorously defend ourselves against this publisher.

3 сентября 2010 года Take-Two объявила о передаче прав на разработку Duke Nukem Forever компании Gearbox Software. Это прекратило вялотекущую работу 3D Realms, продолжавшуюся до того 12 лет. 3D Realms осталась соразработчиком игры, так как бо́льшая часть Duke Nukem Forever была создана ими. Тем не менее, права и интеллектуальная собственность были проданы Gearbox, которая теперь является полноправным собственником франшизы Duke Nukem. 3D Realms всё же сохранила определённые права на часть библиотеки серии Duke Nukem, однако передала все права Gearbox в 2015 году.
Сторонний разработчик, Interceptor Entertainment, в 2010 году начал работу над фанатским проектом по созданию ремейка игры Duke Nukem 3D. Они получили некоторые официальные полномочия от Gearbox на продолжение разработки игры, получившей название Duke Nukem 3D: Reloaded. Однако, поскольку игра Duke Nukem Forever получила негативные оценки после выхода в 2011 году, проект Duke Nukem 3D: Reloaded был бессрочно приостановлен.
В интервью, данном Скоттом Миллером в апреле 2011 года, было заявлено, что 3D Realms вовлечена в ряд проектов.

Да, у нас сейчас есть несколько проектов, все достаточно маленькие, никаких масштабных консольных игр. Когда [Duke Nukem Forever] выйдет, мы обязательно будем подыскивать новый проект, в который можно инвестировать, возможно, это будут какие-то малоизвестные группы, желающие оставить свой след в истории таких малых платформ как, например, мобильные телефоны и XBLA. У нас длинная история инвестирования в молодые, не обкатанные студии, начиная с id Software, в том числе такие заметные компании как Parallax Software (мы стали первой компанией, инвестировавшей в Descent) и Remedy Entertainment (Death Rally и Max Payne). Нам нравится эта модель бизнеса, и мы продолжим её применять в будущем. Кажется, у нас хороший глаз для поиска неопытных талантов, жаждущих помощи профессионалов и столь недоступного финансирования.
Оригинальный текст (англ.)Yes, we have several projects underway, all fairly small -- not any big console games.  Once DNF comes out we'll be definitely looking to invest into other projects, and maybe other up-n-coming teams who are blazing new trails on smaller platforms, like smart phones and XBLA. We have a long history of investing in young, unproven teams, going way back to Id Software, and including other notables like Parallax Software (we were the first studio to invest in Descent), and Remedy Entertainment (Death Rally and Max Payne).  So, we like that model and will keep doing it in the future.  We seem to have a good eye for unproven talent waiting for some experienced guidance and hard-to-findfunding.

В июне 2013 года 3D Realms начала судебный процесс против Gearbox, в связи с невыплатой отчислений и отсутствием оплаты за покупку интеллектуальной собственности, связанной с франшизой Duke Nukem. Судебный процесс был прекращён в сентябре 2013 года, после чего последовало заявление с извинениями от 3D Realms, в котором говорилось о достижении согласия с Gearbox по всем вопросам.
Чтобы поправить свои дела, 3D Realms продала права на некоторые свои старые игры, что привело к появлению ряда ремейков, вышедших в 2013 году: Rise of the Triad, разработанная Interceptor Entertainment, и Shadow Warrior от Flying Wild Hog. Для Shadow Warrior впоследствии вышли продолжения Shadow Warrior 2 (2016) и Shadow Warrior 3 (2022).
В феврале 2014 году Gearbox начала судебный процесс против 3D Realms, Interceptor Entertainment и Apogee Software из-за разработки игры с названием Duke Nukem: Mass Destruction. В Gearbox указывали на то, что ей принадлежат все права на франшизу Duke Nukem, и она не давала своего разрешения этим компаниям на разработку игр. Вскоре 3D Realms выпустила заявление, в котором допускалась возможность признания этого проступка. Судебный спор был урегулирован в августе 2015 года, по итогам которого Gearbox подчёркивала, что она по-прежнему является законным владельцем прав на интеллектуальную собственность, связанную с франшизой Duke Nukem.

### Новый владелец (2014—2021)
2 марта 2014 года 3D Realms была приобретена за неназванную сумму финансовой группой SDN Invest, обладающая долей в Interceptor Entertainment. Майк Нилсен (англ. Mike Nielsen), основатель и председатель SDN Invest после этого стал CEO 3D Realms.
В 2016 году 3D Realms выступила издателем компьютерной игры Bombshell, разработанной Interceptor Entertainment. В 2018 году компания выпустила Ion Fury (разработчик — Voidpoint), являющуюся сюжетным приквелом к Bombshell.

### Приобретение Embracer Group (2021 — настоящее время)
В августе 2021 Embracer Group объявила о приобретении 3D Realms и Slipgate Ironworks (бывшая Interceptor Entertainment) через Saber Interactive, ставшей для нескольких студий материнской компанией.

## Список игр
Многие из компьютерных игр, изданных Apogee, выходили как набор отдельных эпизодов, которые можно было покупать и играть в них отдельно или совместно. В списке приводятся названия эпизодов только для игр, где в качестве названий не использовались порядковые номера эпизодов.
| Название | Система                                                                         | Дата выхода     | Разработчик(и)                                                | Ссылки        |
| --- | ------------------------------------------------------------------------------- | --------------- | ------------------------------------------------------------- | ------------- |
| Puzzle Fun-Pak (Asteroids Rescue, Block Five, Maze Machine, Phrase Master)                                                     | MS-DOS                                                                          | 1986            | Apogee                                                        | [ 20 ]        |
| Adventure Fun-Pak (Night Bomber, Raiders of the Forbidden Mine, Rogue Runner, The Thing)                                       | MS-DOS                                                                          | 1986            | Apogee                                                        | [ 20 ]        |
| Beyond the Titanic | MS-DOS                                                                          | 1986            | Apogee (Скотт Миллер)                                         | [ 20 ]        |
| Supernova | MS-DOS                                                                          | 1987            | Apogee (Скотт Миллер, Терри Нейджи)                           | [ 20 ]        |
| Трилогия Kroz (Kingdom of Kroz, Caverns of Kroz, Dungeons of Kroz)                                                             | MS-DOS                                                                          | 26 ноября 1987  | Apogee (Скотт Миллер)                                         | [ 20 ]        |
| Word Whiz | MS-DOS                                                                          | 1988            | Apogee (Скотт Миллер)                                         | [ 20 ]        |
| Trivia Whiz | MS-DOS                                                                          | 1988            | Micro F/X Software (Джордж Бруссард)                          | [ 20 ]        |
| Trek Trivia | MS-DOS                                                                          | 1988            | Apogee (Скотт Миллер)                                         | [ 20 ]        |
| Next Generation Trivia | MS-DOS                                                                          | 1988            | Micro F/X Software (Джордж Бруссард)                          | [ 20 ]        |
| Трилогия Thor (Caves of Thor, Realm of Thor, Thor's Revenge)                                                                   | MS-DOS                                                                          | 1989            | Scenario Software (Тодд Риплогл, англ. Todd Replogle)         | [ 20 ]        |
| The Lost Adventures of Kroz | MS-DOS                                                                          | 1990            | Apogee (Скотт Миллер)                                         | [ 22 ]        |
| Monuments of Mars (First Contact, The Pyramid, The Fortress, The Face)                                                         | MS-DOS                                                                          | 1 января 1990   | Scenario Software (Тодд Риплогл)                              | [ 20 ] [ 23 ] |
| The Super Kroz Trilogy (Return to Kroz, Temple of Kroz, The Final Crusade of Kroz)                                             | MS-DOS                                                                          | июнь 1990       | Apogee (Скотт Миллер)                                         | [ 24 ]        |
| Pharaoh’s Tomb (Raiders of the Lost Tomb, Pharaoh's Curse, Temple of Terror, Nevada's Revenge)                                 | MS-DOS                                                                          | 14 декабря 1990 | Micro F/X Software (Джордж Бруссард)                          | [ 20 ] [ 27 ] |
| Commander Keen in Invasion of the Vorticons (Marooned on Mars, The Earth Explodes, Keen Must Die!)                             | MS-DOS                                                                          | 14 декабря 1990 | id Software                                                   | [ 29 ]        |
| Dark Ages (Prince of Destiny, The Undead Kingdom, Dungeons of Doom)                                                            | MS-DOS                                                                          | 1 февраля 1991  | Scenario Software                                             | [ 30 ]        |
| Jumpman Lives! | MS-DOS                                                                          | 10 июня 1991    | Shamusoft Designs (Дейв Шарплесс, англ. Dave Sharpless)       | [ 31 ]        |
| Duke Nukem (Shrapnel City, Mission: Moonbase, Trapped in the Future)                                                           | MS-DOS                                                                          | 1 июля 1991     | Apogee                                                        | [ 33 ]        |
| Paganitzu (Romancing the Rose, The Silver Dagger, Jewel of the Yucatan)                                                        | MS-DOS                                                                          | 1 октября 1991  | Trilobyte (Кейт Шулер, англ. Keith Schuler)                   | [ 34 ]        |
| Arctic Adventure | MS-DOS                                                                          | 9 октября 1991  | Apogee                                                        | [ 20 ] [ 35 ] |
| Crystal Caves (Troubles with Twibbles, Slugging it Out, Mylo Versus the Supernova)                                             | MS-DOS                                                                          | 23 октября 1991 | Apogee                                                        | [ 20 ]        |
| Commander Keen in Goodbye, Galaxy! (Secret of the Oracle, The Armageddon Machine)                                              | MS-DOS                                                                          | 15 декабря 1991 | id Software                                                   | [ 36 ]        |
| Secret Agent (The Hunt for Red Rock Rover, Kill Again Island, Dr. No Body)                                                     | MS-DOS                                                                          | 1 февраля 1992  | Apogee                                                        | [ 20 ]        |
| Cosmo’s Cosmic Adventure | MS-DOS                                                                          | март 1992       | Apogee                                                        | [ 20 ]        |
| Word Rescue (Visit Gruzzleville and the Castle, Explore GruzzleBad Caverns, See the Spooky Haunted House)                      | MS-DOS                                                                          | март 1992       | Redwood Games                                                 | [ 20 ] [ 37 ] |
| Wolfenstein 3D (Escape from Castle Wolfenstein, Operation: Eisenfaust, Die, Führer, Die!)                                      | MS-DOS                                                                          | 5 мая 1992      | id Software                                                   | [ 45 ]        |
| Math Rescue (Visit Volcanoes and Ice Caves, Follow the Gruzzles into Space, See Candy Land)                                    | MS-DOS                                                                          | октябрь 1992    | Redwood Games                                                 | [ 20 ] [ 37 ] |
| ScubaVenture: The Search for Pirate’s Treasure                                                                                 | MS-DOS                                                                          | 1993            | Apogee                                                        | [ 47 ]        |
| Major Stryker (Lava Planet, Arctic Planet, Desert Planet)                                                                      | MS-DOS                                                                          | 15 января 1993  | Apogee                                                        | [ 20 ] [ 48 ] |
| Monster Bash | MS-DOS                                                                          | 9 апреля 1993   | Apogee                                                        | [ 20 ]        |
| Bio Menace (Dr. Mangle's Lab, The Hidden Lab, Master Cain)                                                                     | MS-DOS                                                                          | 3 августа 1993  | Apogee                                                        | [ 20 ]        |
| Alien Carnage (Sewers, Factory, Office Block, Alien Ship)                                                                      | MS-DOS                                                                          | 10 октября 1993 | Interactive Binary Illusions / SubZero Software               | [ 20 ] [ 50 ] |
| Duke Nukem II | MS-DOS                                                                          | 3 ноября 1993   | Apogee                                                        | [ 20 ] [ 53 ] |
| Blake Stone: Aliens of Gold (Star Institute, Floating Fortress, Underground Network, Star Port, Habitat 11, Satellite Defense) | MS-DOS                                                                          | 3 декабря 1993  | JAM Productions                                               | [ 54 ]        |
| Raptor: Call of the Shadows (Bravo Sector, Tango Sector, Outer Regions)                                                        | MS-DOS                                                                          | 1 апреля 1994   | Cygnus Studios                                                | [ 58 ]        |
| Hocus Pocus (Time Tripping, Shattered Worlds, Warped and Weary, Destination Home)                                              | MS-DOS                                                                          | 1 июня 1994     | Moonlite Software                                             | [ 20 ] [ 59 ] |
| Mystic Towers (Rimm, Tor Korad, Nortscar, Wolf's Den, Ebonscarp, Marchwall)                                                    | MS-DOS                                                                          | 15 июля 1994    | Animation F/X                                                 | [ 60 ]        |
| Wacky Wheels | MS-DOS                                                                          | 17 октября 1994 | Beavis Soft                                                   | [ 61 ]        |
| Blake Stone: Planet Strike | MS-DOS                                                                          | 28 октября 1994 | JAM Productions                                               | [ 62 ]        |
| Boppin (Bothersome Hunnybunz, Significant Other of Hunnybunz, Love Child of Hunnybunz, Hunnyvunz Defrocked)                    | MS-DOS                                                                          | 15 ноября 1994  | Accursed Toys                                                 | [ 20 ] [ 64 ] |
| Rise of the Triad (Approach, Monastery, Caves Below, The Slow and the Dead)                                                    | MS-DOS                                                                          | 21 декабря 1994 | Apogee                                                        | [ 20 ]        |
| Terminal Velocity | MS-DOS, Windows                                                                 | 1 мая 1995      | Terminal Reality                                              | [ 69 ]        |
| Realms of Chaos (Revolt of the Myraal, The Goblin Plague, Foray into Fire)                                                     | MS-DOS                                                                          | 11 ноября 1995  | Apogee                                                        | [ 20 ]        |
| Xenophage: Alien Bloodsport | MS-DOS                                                                          | 29 декабря 1995 | Argo Games                                                    | [ 70 ]        |
| Duke Nukem 3D (L.A. Meltdown, Lunar Apocalypse, Shrapnel City)                                                                 | MS-DOS                                                                          | 29 января 1996  | 3D Realms                                                     | [ 20 ] [ 72 ] |
| Death Rally | MS-DOS                                                                          | 6 сентября 1996 | Remedy Entertainment                                          | [ 86 ]        |
| Stargunner (Scout Mission, Stellar Attack, Terran Assault, Aquatic Combat)                                                     | MS-DOS                                                                          | 19 ноября 1996  | Apogee                                                        | [ 20 ]        |
| Shadow Warrior (Enter the Wang, Code of Honor)                                                                                 | MS-DOS                                                                          | 13 мая 1997     | 3D Realms                                                     | [ 20 ] [ 82 ] |
| Balls of Steel | Windows                                                                         | 12 декабря 1997 | Wildfire Studios                                              | [ 89 ]        |
| Max Payne (The American Dream, A Cold Day in Hell, A Bit Closer to Heaven)                                                     | Windows                                                                         | 25 июля 2001    | Remedy Entertainment                                          | [ 90 ]        |
| Max Payne 2: The Fall of Max Payne (The Darkness Inside, A Binary Choice, Waking Up from the American Dream)                   | Windows, PlayStation 2, Xbox                                                    | 15 октября 2003 | Remedy Entertainment                                          | [ 92 ]        |
| Duke Nukem Mobile | Сотовый телефон                                                                 | 15 января 2004  | Machineworks Northwest                                        | [ 93 ]        |
| Duke Nukem Mobile | Tapwave Zodiac                                                                  | май 2004        | Machineworks Northwest                                        | [ 93 ]        |
| Duke Nukem Mobile | Сотовый телефон                                                                 | сентябрь 2005   | Machineworks Northwest                                        | [ 95 ]        |
| Prey | Windows, Xbox 360                                                               | 11 июля 2006    | 3D Realms / Human Head Studios                                | [ 96 ]        |
| Duke Nukem Forever | Windows, macOS), PlayStation 3, Xbox 360                                        | 10 июня 2011    | 3D Realms / Triptych Games / Gearbox Software / Piranha Games | [ 97 ]        |
| Bombshell | Windows                                                                         | 29 января 2016  | Slipgate Ironworks                                            | [ 100 ]       |
| Rad Rodgers: World One | Windows                                                                         | 1 декабря 2016  | Slipgate Ironworks                                            | [ 101 ]       |
| Graveball | Windows                                                                         | 31 июня 2018    | Goin' Yumbo Games                                             | [ 102 ]       |
| ZIQ | Windows, macOS, Nintendo Switch                                                 | 1 августа 2018  | Midnight Sea Studios                                          | [ 103 ]       |
| Ion Fury | Windows, macOS, Linux, PlayStation 4, Xbox One, Nintendo Switch                 | 15 августа 2019 | Voidpoint                                                     | [ 104 ]       |
| Ghostrunner | Windows, PlayStation 4, Xbox One                                                | 27 октября 2020 | One More Level, Slipgate Ironworks                            | [ 106 ]       |
| Kingpin: Reloaded | Windows, PlayStation 4, Xbox One, Nintendo Switch                               | TBA 2020        | Slipgate Ironworks                                            |               |
| WRATH: Aeon of Ruin | Windows, macOS, Linux, PlayStation 4, Xbox One, Nintendo Switch                 | 25 февраля 2021 | KillPixel                                                     | [ 107 ]       |
| Rise of the Triad: Remastered                                                                                                  | Windows, PlayStation 4, Xbox One, Nintendo Switch                               | TBA 2021        | Slipgate Ironworks, Apogee Software, Destructive Creations    |               |
| GRAVEN | Windows, PlayStation 4, PlayStation 5, Xbox One, Xbox Series X, Nintendo Switch | TBA 2021        | Slipgate Ironworks                                            |               |
| SiN: Reloaded | Windows                                                                         | TBA 2021        | Slipgate Ironworks, Nightdive Studios                         |               |
| Tempest Rising | Windows                                                                         | 24 апреля 2025  | Slipgate Ironworks, 2B Games                                  |               |

### Игры, лицензированные 3D Realms
Отдельные игры и ремейки, особенно часто в серии Duke Nukem, были разработаны по лицензии 3D Realms сторонними компаниями.
| Название                      | Система             | Дата выхода       | Разработчик            | Издатель                | Ссылки          |
| ----------------------------- | ------------------- | ----------------- | ---------------------- | ----------------------- | --------------- |
| Duke Nukem: Time to Kill      | PlayStation         | октября 12, 1998  | n-Space                | GT Interactive Software | [ 108 ] [ 109 ] |
| Duke Nukem: Zero Hour         | Nintendo 64         | сентября 1, 1999  | Eurocom                | GT Interactive Software | [ 110 ]         |
| Duke Nukem: Land of the Babes | PlayStation         | сентября 27, 2000 | n-Space                | Infogrames              | [ 111 ] [ 112 ] |
| Duke Nukem: Manhattan Project | PC (Windows)        | мая 21, 2002      | Sunstorm Interactive   | Arush Entertainment     | [ 117 ] [ 118 ] |
| Duke Nukem Advance            | Game Boy Advance    | августа 12, 2002  | Torus Games            | Take-Two Interactive    | [ 119 ]         |
| Prey Invasion                 | iOS                 | июня 7, 2009      | Machineworks Northwest | Hands-On Mobile         | [ 120 ]         |
| Shadow Warrior                | PC (Windows)        | сентября 26, 2013 | Flying Wild Hog        | Devolver Digital        | [ 121 ]         |
| Wacky Wheels HD               | PC (Windows, macOS) | октября 26, 2016  | Ferocity 2D            | Ferocity 2D             | [ 122 ]         |

### Отменённые игры
Множество игр, изданием или разработкой которых должна была заниматься Apogee или 3D Realms, были отменены до завершения работы над ними. Какие-то из них впоследствии были закончены другими компаниями, другие — нет. Помимо этого существует ряд проектов, разработка которых была запланирована, но не началась. Также существуют проекты, издателем которых должна была быть 3D Realms, однако окончательное соглашение подписано не было из-за отмены проекта, либо из-за выбора в качестве издателя другой компании.
| Название                              | Система                               | Дата отмены | Разработчик        | Ссылки          |
| ------------------------------------- | ------------------------------------- | ----------- | ------------------ | --------------- |
| Underground Empire of Kroz            | PC (MS-DOS)                           | 1991        | Apogee             | [ 123 ]         |
| Gateworld                             | PC (MS-DOS)                           | 1992        | Apogee             | [ 123 ]         |
| Fantasy 3D                            | PC (MS-DOS)                           | 1993        | Peter Jungck       | [ 123 ]         |
| Cybertank 3D                          | PC (MS-DOS)                           | 1993        | Frank Maddin       | [ 123 ]         |
| Tubes                                 | PC (MS-DOS)                           | 1993        | Absolute Magic     | [ 123 ]         |
| BoulderDash 5000                      | PC (MS-DOS)                           | 1993        |                    | [ 123 ]         |
| Nuclear Nightmare                     | PC (Windows)                          | 1993        |                    | [ 123 ]         |
| Angels Five                           | PC (MS-DOS)                           | 1993        |                    | [ 123 ]         |
| The Second Sword                      | PC (MS-DOS)                           | 1993        | Cygnus Studios     | [ 123 ]         |
| Wards of Wandaal                      | PC (MS-DOS)                           | 1993        |                    | [ 123 ]         |
| Megaloman                             | PC (MS-DOS)                           | 1994        | Apogee             | [ 123 ]         |
| Monster Bash                          | PC (MS-DOS)                           | 1995        | Apogee             | [ 123 ]         |
| Crazy Baby                            | PC (MS-DOS)                           | 1995        | Apogee             | [ 123 ]         |
| Fumes                                 | PC (MS-DOS)                           | 1995        |                    | [ 123 ]         |
| Crystal Carnage                       | PC (MS-DOS)                           | 1995        |                    | [ 123 ]         |
| Ruins: Return of the Gods             | PC (MS-DOS)                           | 1995        | 3D Realms          | [ 123 ]         |
| Ravager                               | PC (MS-DOS)                           | 1996        | Apogee             | [ 123 ]         |
| Cyberboard Kid                        | PC (MS-DOS)                           | 1996        | Apogee             | [ 123 ]         |
| Duke Nukem Forever                    | PC (MS-DOS)                           | 1997        | 3D Realms          | [ 123 ]         |
| Blood                                 | PC (MS-DOS)                           | 1997        | Q Studios          | [ 123 ]         |
| Descent: FreeSpace                    | PC (Windows)                          | 1998        | Volition           | [ 123 ]         |
| Duke Nukem: Endangered Species Hunter | PC (Windows)                          | 2001        | Action Forms       | [ 133 ]         |
| Duke Nukem: D-Day                     | PlayStation 2                         | 2003        | n-Space            | [ 134 ]         |
| Earth No More                         | PC (Windows), PlayStation 3, Xbox 360 | 2008        | Recoil Games       | [ 135 ] [ 137 ] |
| Prey 2                                | PC (Windows), PlayStation 3, Xbox 360 | 2008        | Human Head Studios | [ 135 ]         |